# Goodyear-Zeppelin Corporation
Die Goodyear-Zeppelin Corporation war ein deutsch-amerikanisches Luftschiffbauunternehmen, das von 1924 bis 1941 bestand. Es war ein Joint Venture zwischen der deutschen Luftschiffbau Zeppelin GmbH und der amerikanischen Goodyear Tire & Rubber Company. Das Unternehmen hatte die Fortführung des Baus von Zeppelinen und eine Kooperation bei der Entwicklung von Luftschifftechnik zum Ziel. Nach der Auflösung der Gesellschaft vor dem Hintergrund des Zweiten Weltkriegs wurde das Unternehmen als Goodyear Aircraft Corporation weitergeführt.

## Hintergrund
Der Friedensvertrag von Versailles untersagte Deutschland nach dem Ersten Weltkrieg den Bau weiterer Zeppeline, nachdem sie im Krieg als Bomber eingesetzt worden waren. Besonders Frankreich befürchtete eine militärische Nutzung. Unter der offiziellen Auflage einer ausschließlich zivilen Nutzung konnte die Luftschiffbau Zeppelin jedoch einen amerikanischen Auftrag zum Bau eines weiteren Zeppelins, LZ 126, erhalten, der mit den Reparationen des Deutschen Reiches an die Vereinigten Staaten verrechnet wurde. Nach dessen Fertigstellung 1924 hätte der Luftschiffbau eingestellt werden sollen.
Die Goodyear Tire & Rubber Company hatte bereits Erfahrungen im Bau von Prallluftschiffen (sogenannten Blimps) gesammelt. Im Juli 1923 besuchten Vertreter des Unternehmens die Werft der Luftschiffbau Zeppelin in Friedrichshafen, um sich über die Zeppelin-Technik zu informieren, und bekundeten Interesse am kommerziellen Einsatz von Luftschiffen. Bereits im Oktober 1922 hatten Gespräche über eine Kooperation der beiden Unternehmen stattgefunden.

## Geschichte
Am 19. September 1923 schlossen die Luftschiffbau Zeppelin und Goodyear eine Vereinbarung zur Gründung eines Gemeinschaftsunternehmens. Die Gründung der Goodyear-Zeppelin Corporation, an der die Luftschiffbau Zeppelin zu einem Drittel und Goodyear zu zwei Dritteln beteiligt war, erfolgte im Jahr 1924. Mit der Gründung wurden auch sämtliche Patente der Zeppelin-Technik an die Gesellschaft übertragen. Neben Karl Arnstein, dem Chefingenieur der Zeppelin-Werft, wurden zwölf Mitarbeiter an den Standort von Goodyear in Akron, Ohio verlegt.
Am 1. Dezember 1939, drei Monate nach Beginn des Zweiten Weltkriegs, der auch in Deutschland den Zeppelin-Bau beendete, wurde das Unternehmen in Goodyear Aircraft Corporation umbenannt. Ein Jahr später, im Dezember 1940, übernahm Goodyear die Anteile der Luftschiffbau Zeppelin und gab die Patente an die Wingfoot Corporation weiter.

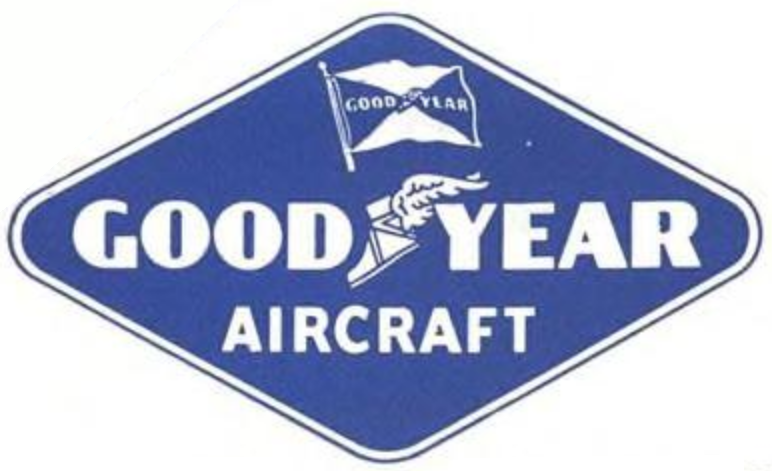
Das Logo der Goodyear Aircraft Corporation

## Luftschiffbau

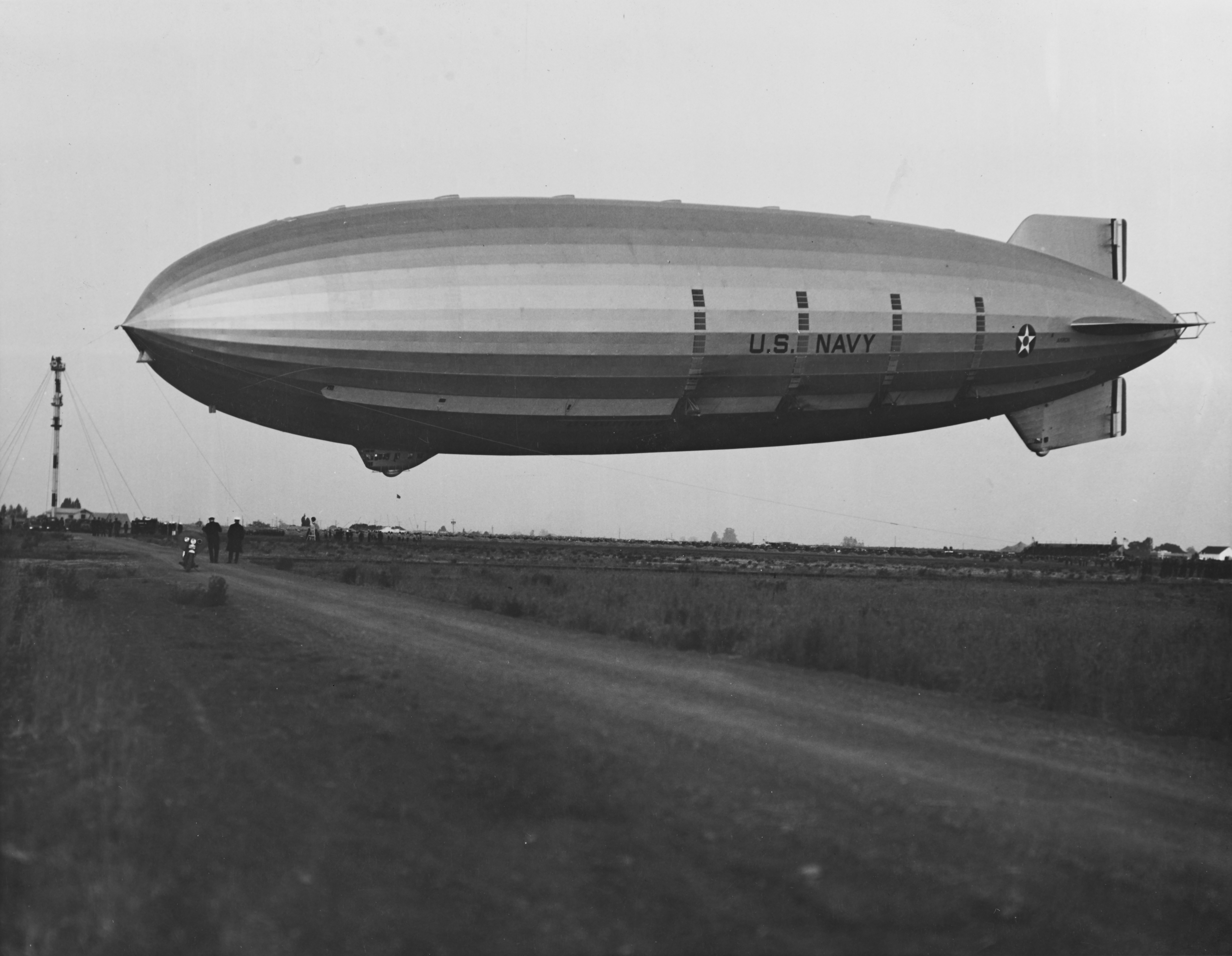
Die USS Akron

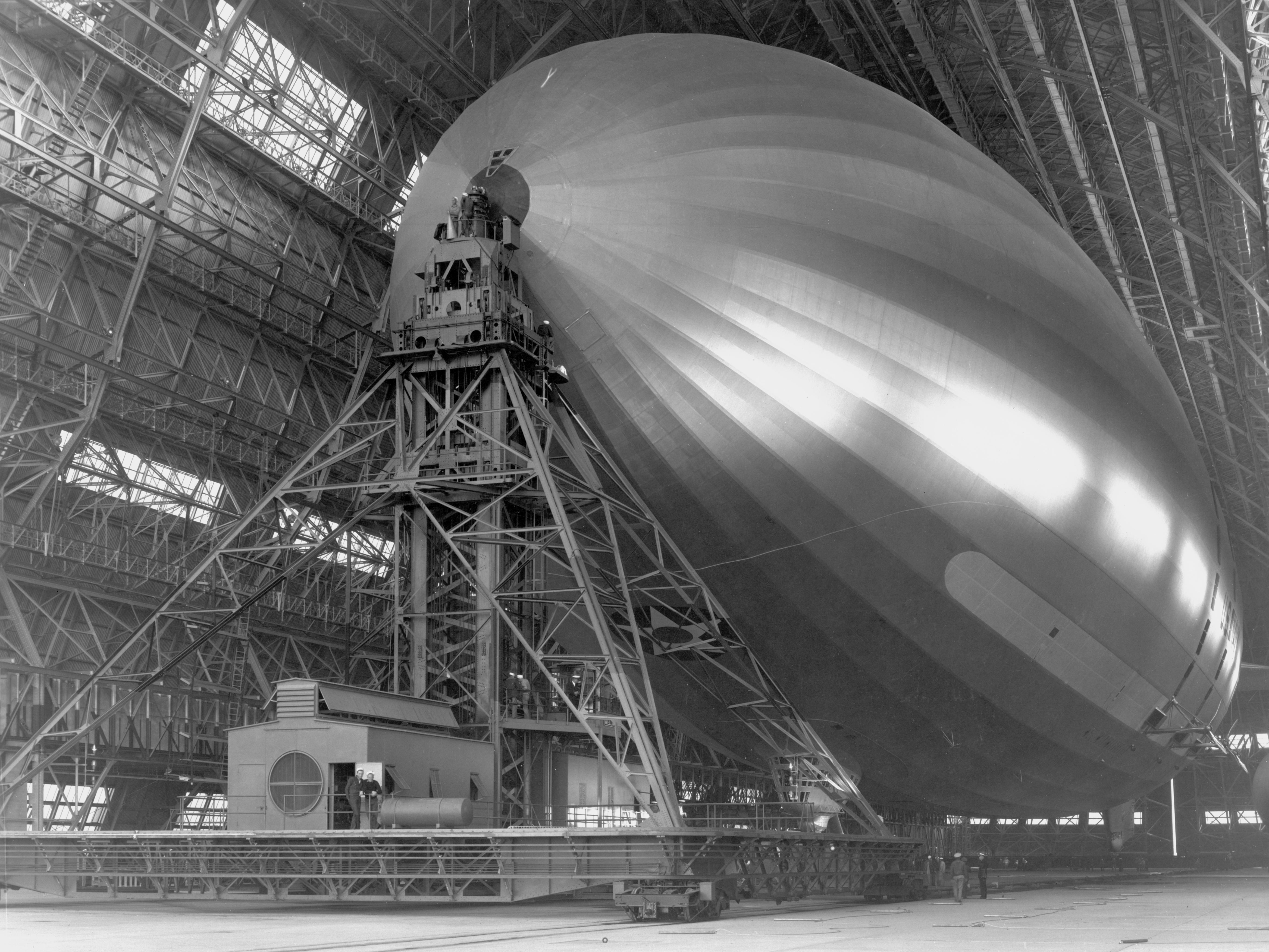
Die USS Macon im Goodyear Airdock

### USSAkronund USSMacon
1928 erhielt die Goodyear-Zeppelin Corporation den Auftrag zum Bau zweier Starrluftschiffe für die United States Navy. Die Schiffe wurden 1931 (ZRS-4) als USS Akron bzw. 1933 (ZRS-5) als USS Macon in Dienst gestellt. Für den Bau wurde 1929 die Luftschiffhalle Goodyear Airdock errichtet.

### Interkontinentalverkehr
In Kooperation wollten die Deutsche Zeppelin-Reederei, die Luftschifffahrtsgesellschaft des Deutschen Reiches, und die American Zeppelin Transport Inc., die als deren Vertreter in den USA fungierte, den Transatlantikverkehr ausbauen und dafür auch zwischen den Vereinigten Staaten, Hawaii und Ostasien einen regelmäßigen Zeppelin-Dienst sicherstellen. Geplant waren zwei 300 Meter lange und 40 bis 100 Passagiere fassende Großluftschiffe, die die Namen Goodyear ZRS I und Goodyear ZRS II erhalten und für die neugegründete Zeppelin Pacific Company fahren sollten. Die Indienststellung war bis 1940 vorgesehen, gemeinsam mit den verbesserten Versionen von LZ 129 und LZ 130, die als LZ 131 und LZ 132 die Route von Europa in östliche Richtung bedienen sollten.